# North Wilkesboro Speedway
Il North Wilkesboro Speedway era un circuito automobilistico statunitense situato a North Wilkesboro nella Carolina del Nord. L'autodromo era di proprietà della Speedway Motorsports, e aveva una capacità di 40.000 persone. È stato chiuso il 9 maggio 2011.

## Storia
Nel 1945, l'imprenditore locale Enoch Staley partecipò a una gara automobilistica organizzata da Bill France Sr. e colpito dalla folla e dall'organizzazione dell'evento, decise di costruire un suo circuito, chiedendo a France di gestire e promuovere le gare.  Staley, insieme ad alcuni soci acquistò dei terreni agricoli vicino a North Wilkesboro per costruire il tracciato, tuttavia i 1500 dollari che erano stati investiti terminarono prima del completamente del circuito, l'ovale rimase quindi irregolare con il rettilineo principale in discesa e il rettilineo posteriore in salita.
L'ovale sterrato lungo 0,625 miglia (1006 metri) fu completato alla fine del 1946. La prima gara ufficiale fu organizzata da Bill France Sr., il 18 maggio 1947. Era prevista una modesta folla di 3.000 spettatori, ma si presentarono più di 10.000 persone. Immediatamente dopo la gara, Bill France Sr. tenne un incontro a North Wilkesboro con Enoch Staley e diversi altri proprietari di circuiti per discutere della creazione di un'associazione per sanzionare e promuovere le corse di automobili. Dopo un secondo incontro a Daytona, i proprietari decisero formalmente di creare la National Association for Stock Car Auto Racing (NASCAR).  Il debutto NASCAR al North Wilkesboro avvenne il 16 ottobre 1949 e vi furono gare ogni anno fino al 1996.
Dopo aver ospitato un solo evento NASCAR nel 1949 e nel 1950, la NASCAR iniziò a organizzare, sul circuito, due eventi l'anno, ad eccezione del 1956 quando si tenne una sola gara perché la pista era in preparazione per la pavimentazione. Nel 1957 venne completata la pavimentazione e l'ovale venne riaperto.
Dopo la morte di Staley nel 1995, Bruton Smith, CEO di Speedway Motorsports, acquistò il 50% della proprietà della pista solo per poter prendere una delle sue date sul programma NASCAR e spostarla sulla sua nuova pista in Texas, il Texas Motor Speedway. Bob Bahre acquistò l'altra metà e spostò l'altra data sul suo nuovo tracciato nel New Hampshire, il New Hampshire Motor Speedway.
L'ultima gara della NASCAR Cup Series si è svolta il 29 settembre 1996, con la vittoria di Jeff Gordon davanti a una folla di oltre 60.000 fan, molti dei quali sono rimasti a lungo dopo la gara per celebrare la chiusura dell'ovale.
Negli anni successivi, diversi investitori hanno cercato di riportare il circuito ai suoi antichi splendori, ma per diversi motivi l'ovale non venne mai riaperto, fino a quando, nel novembre 2009, la Speedway Associates Inc., stipulò un contratto per noleggiare la pista per tre anni. Una delle prime modifiche fu al nome del circuito che venne cambiato in "Historic North Wilkesboro Speedway", un omaggio al suo posto nella storia degli sport motoristici.

La prima gara disputata all'Historic North Wilkesboro Speedway (sponsorizzata da Goodyear) è stata la Labor Day Classic 200 il 4 settembre 2010, vinta da un quattordicenne Chase Elliott, figlio di Bill Elliott.

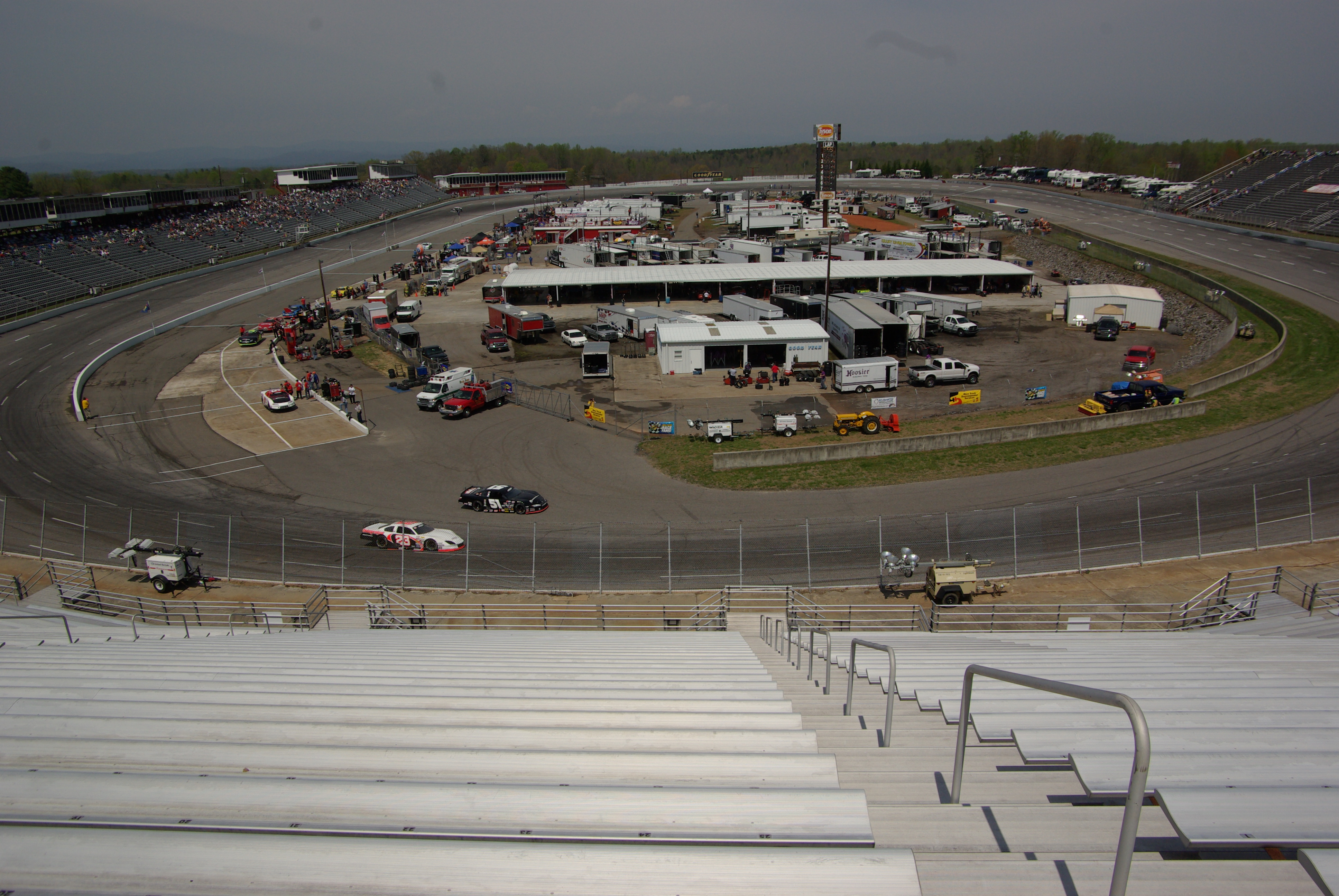
Panoramica del North Wilkesboro Speedway nel 2011.

Nell'aprile del 2011, il circuito doveva ospitare la sua prima gara in notturna ma a causa della pioggia la gara fu rimandata al giorno successivo e si disputò sotto la luce del sole. La gara fu comunque un successo, conosciuta semplicemente come "The Race", offriva un premio di 153.000 dollari ed è stata la gara su uno short track con il montepremi più alto di sempre.
Nel maggio del 2011, la Speedway Associates, ha annunciato la chiusura definitiva dell'impianto.

## Albo d'oro

### NASCAR
Tutti i vincitori erano  americani
| Anno | Data         | Pilota           | Costruttore | Distanza |
| ---- | ------------ | ---------------- | ----------- | -------- |
| 1949 | 16 ottobre   | Bob Flock        | Oldsmobile  | 100 mi   |
| 1950 | 24 settembre | Leon Sales       | Plymouth    | 125 mi   |
| 1951 | 29 aprile    | Fonty Flock      | Oldsmobile  | 94 mi    |
| 1951 | 21 ottobre   | Fonty Flock      | Oldsmobile  | 125 mi   |
| 1952 | 30 marzo     | Herb Thomas      | Hudson      | 125 mi   |
| 1952 | 26 ottobre   | Herb Thomas      | Hudson      | 125 mi   |
| 1953 | 29 marzo     | Herb Thomas      | Hudson      | 125 mi   |
| 1953 | 11 ottobre   | Speedy Thompson  | Oldsmobile  | 100 mi   |
| 1954 | 4 aprile     | Dick Rathmann    | Hudson      | 100 mi   |
| 1954 | 24 ottobre   | Hershel McGriff  | Oldsmobile  | 98 mi    |
| 1955 | 3 aprile     | Buck Baker       | Oldsmobile  | 100 mi   |
| 1955 | 23 ottobre   | Buck Baker       | Ford        | 100 mi   |
| 1956 | 8 aprile     | Tim Flock        | Chrysler    | 100 mi   |
| 1957 | 7 aprile     | Fireball Roberts | Ford        | 100 mi   |
| 1957 | 20 ottobre   | Jack Smith       | Chevrolet   | 100 mi   |
| 1958 | 18 maggio    | Junior Johnson   | Ford        | 100 mi   |
| 1958 | 19 ottobre   | Junior Johnson   | Ford        | 100 mi   |
| 1959 | 5 aprile     | Lee Petty        | Oldsmobile  | 100 mi   |
| 1959 | 18 ottobre   | Lee Petty        | Plymouth    | 100 mi   |
| 1960 | 27 marzo     | Lee Petty        | Plymouth    | 100 mi   |
| 1960 | 2 ottobre    | Rex White        | Chevrolet   | 200 mi   |
| 1961 | 16 aprile    | Rex White        | Chevrolet   | 250 mi   |
| 1961 | 1º ottobre   | Rex White        | Chevrolet   | 200 mi   |
| 1962 | 15 aprile    | Richard Petty    | Plymouth    | 250 mi   |
| 1962 | 30 settembre | Richard Petty    | Plymouth    | 200 mi   |
| 1963 | 28 aprile    | Richard Petty    | Plymouth    | 161 mi   |
| 1963 | 29 settembre | Marvin Panch     | Ford        | 250 mi   |
| 1964 | 19 aprile    | Fred Lorenzen    | Ford        | 250 mi   |
| 1964 | 11 ottobre   | Marvin Panch     | Ford        | 250 mi   |
| 1965 | 18 aprile    | Junior Johnson   | Ford        | 250 mi   |
| 1965 | 3 ottobre    | Junior Johnson   | Ford        | 250 mi   |
| 1966 | 17 aprile    | Jim Paschal      | Plymouth    | 250 mi   |
| 1966 | 2 ottobre    | Dick Hutcherson  | Ford        | 250 mi   |
| 1967 | 16 aprile    | Darel Dieringer  | Ford        | 250 mi   |
| 1967 | 1 ottobre    | Richard Petty    | Plymouth    | 250 mi   |
| 1968 | 21 aprile    | David Pearson    | Ford        | 250 mi   |
| 1968 | 29 settembre | Richard Petty    | Plymouth    | 250 mi   |
| 1969 | 20 aprile    | Bobby Allison    | Dodge       | 250 mi   |
| 1969 | 5 ottobre    | David Pearson    | Ford        | 263 mi   |
| 1970 | 18 aprile    | Richard Petty    | Plymouth    | 250 mi   |
| 1970 | 4 ottobre    | Bobby Isaac      | Dodge       | 250 mi   |
| 1971 | 18 aprile    | Richard Petty    | Plymouth    | 250 mi   |
| 1971 | 21 novembre  | Tiny Lund        | Camaro      | 250 mi   |
| 1972 | 23 aprile    | Richard Petty    | Plymouth    | 250 mi   |
| 1972 | 1º ottobre   | Richard Petty    | Plymouth    | 250 mi   |
| 1973 | 8 aprile     | Richard Petty    | Dodge       | 250 mi   |
| 1973 | 23 settembre | Bobby Allison    | Chevrolet   | 250 mi   |
| 1974 | 21 aprile    | Richard Petty    | Dodge       | 250 mi   |
| 1974 | 22 settembre | Cale Yarborough  | Chevrolet   | 250 mi   |
| 1975 | 6 aprile     | Richard Petty    | Dodge       | 250 mi   |
| 1975 | 21 settembre | Richard Petty    | Dodge       | 250 mi   |
| 1976 | 4 aprile     | Cale Yarborough  | Chevrolet   | 250 mi   |
| 1976 | 3 ottobre    | Cale Yarborough  | Chevrolet   | 250 mi   |
| 1977 | 27 marzo     | Cale Yarborough  | Chevrolet   | 250 mi   |
| 1977 | 2 ottobre    | Darrell Waltrip  | Chevrolet   | 250 mi   |
| 1978 | 16 aprile    | Darrell Waltrip  | Chevrolet   | 250 mi   |
| 1978 | 1º ottobre   | Cale Yarborough  | Oldsmobile  | 250 mi   |
| 1979 | 25 marzo     | Bobby Allison    | Ford        | 250 mi   |
| 1979 | 14 ottobre   | Benny Parsons    | Chevrolet   | 250 mi   |
| 1980 | 20 aprile    | Richard Petty    | Chevrolet   | 250 mi   |
| 1980 | 21 settembre | Bobby Allison    | Ford        | 250 mi   |
| 1981 | 5 aprile     | Richard Petty    | Buick       | 250 mi   |
| 1981 | 4 ottobre    | Darrell Waltrip  | Buick       | 250 mi   |
| 1982 | 18 aprile    | Darrell Waltrip  | Buick       | 250 mi   |
| 1982 | 3 ottobre    | Darrell Waltrip  | Buick       | 250 mi   |
| 1983 | 17 aprile    | Darrell Waltrip  | Chevrolet   | 250 mi   |
| 1983 | 2 ottobre    | Darrell Waltrip  | Chevrolet   | 250 mi   |
| 1984 | 8 aprile     | Tim Richmond     | Pontiac     | 250 mi   |
| 1984 | 14 ottobre   | Darrell Waltrip  | Chevrolet   | 250 mi   |
| 1985 | 21 aprile    | Neil Bonnett     | Chevrolet   | 250 mi   |
| 1985 | 29 settembre | Harry Gant       | Chevrolet   | 250 mi   |
| 1986 | 20 aprile    | Dale Earnhardt   | Chevrolet   | 250 mi   |
| 1986 | 28 settembre | Darrell Waltrip  | Chevrolet   | 250 mi   |
| 1987 | 5 aprile     | Dale Earnhardt   | Chevrolet   | 250 mi   |
| 1987 | 4 ottobre    | Terry Labonte    | Chevrolet   | 250 mi   |
| 1988 | 17 aprile    | Terry Labonte    | Chevrolet   | 250 mi   |
| 1988 | 16 ottobre   | Rusty Wallace    | Pontiac     | 250 mi   |
| 1989 | 16 aprile    | Dale Earnhardt   | Chevrolet   | 250 mi   |
| 1989 | 15 ottobre   | Geoffrey Bodine  | Chevrolet   | 250 mi   |
| 1990 | 22 aprile    | Brett Bodine     | Buick       | 250 mi   |
| 1990 | 30 settembre | Mark Martin      | Ford        | 250 mi   |
| 1991 | 21 aprile    | Darrell Waltrip  | Chevrolet   | 250 mi   |
| 1991 | 29 settembre | Dale Earnhardt   | Chevrolet   | 250 mi   |
| 1992 | 12 aprile    | Davey Allison    | Ford        | 250 mi   |
| 1992 | 5 ottobre    | Geoffrey Bodine  | Ford        | 250 mi   |
| 1993 | 18 aprile    | Rusty Wallace    | Pontiac     | 250 mi   |
| 1993 | 3 ottobre    | Rusty Wallace    | Pontiac     | 250 mi   |
| 1994 | 17 aprile    | Terry Labonte    | Chevrolet   | 250 mi   |
| 1994 | 2 ottobre    | Geoffrey Bodine  | Ford        | 250 mi   |
| 1995 | 9 aprile     | Dale Earnhardt   | Chevrolet   | 250 mi   |
| 1995 | 1º ottobre   | Mark Martin      | Ford        | 250 mi   |
| 1996 | 14 aprile    | Terry Labonte    | Chevrolet   | 250 mi   |
| 1996 | 29 settembre | Jeff Gordon      | Chevrolet   | 250 mi   |